# Comuna de Sidra
Sidra (polaco: Gmina Sidra) é uma gminy (comuna) na Polónia, na voivodia de Podláquia e no condado de Sokółka. A sede do condado é a cidade de Sidra.
De acordo com os censos de 2004, a comuna tem 3994 habitantes, com uma densidade 23 hab/km².

## Área
Estende-se por uma área de 173,96 km², incluindo:
- área agricola: 76%
- área florestal: 18%

## Demografia
Dados de 30 de Junho 2004:
|                      | Total   | Total | Mulheres | Mulheres | Homens  | Homens |
| -------------------- | ------- | ----- | -------- | -------- | ------- | ------ |
|                      | pessoas | %     | pessoas  | %        | pessoas | %      |
| População            | 3994    | 100   | 1997     | 50       | 1997    | 50     |
| Densidade (pop./km²) | 23      | 100   | 11,5     | 11,5     | 11,5    | 11,5   |

De acordo com dados de 2002, o rendimento médio per capita ascendia a 1198,17 zł.

## Subdivisões
- Bieniasze, Bierniki, Bierwicha, Chwaszczewo, Holiki, Jacowlany, Jałówka, Jurasze, Makowlany, Nowinka, Ogrodniki, Podsutki, Poganica, Pohorany, Potrubowszczyzna, Racewo, Romanówka, Siderka, Sidra, Siekierka, Słomianka, Staworowo, Szostaki, Śniczany, Wólka, Zalesie, Zwierżany.

## Comunas vizinhas
- Dąbrowa Białostocka, Janów, Kuźnica, Nowy Dwór, Sokółka